# (22168) Weissflog
(22168) Weissflog est un astéroïde de la ceinture principale aréocroiseur.

## Description
(22168) Weissflog est un astéroïde aréocroiseur. Il présente une orbite caractérisée par un demi-grand axe de 2,16 UA, une excentricité de 0,27 et une inclinaison de 3,0° par rapport à l'écliptique.

## Compléments